# Tomáš Špidlík

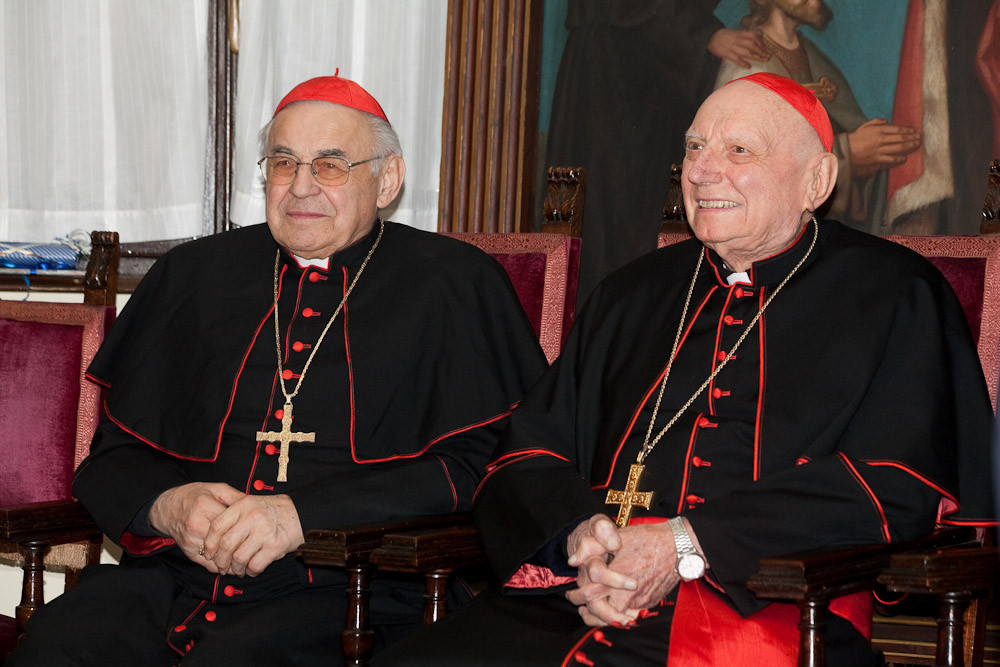
Kardinal Špidlík (rechts) und Kardinal Vlk (2009)

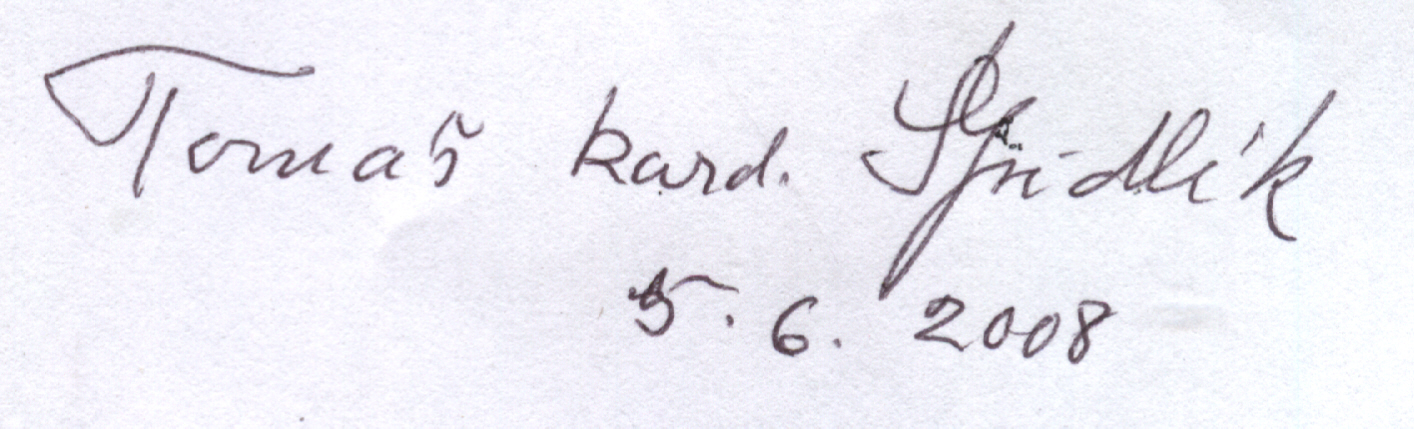
Signatur Kardinal Špidlíks

Tomáš Kardinal Špidlík SJ (* 17. Dezember 1919 in Boskovice, Mähren,  Tschechoslowakei; † 16. April 2010 in Rom) war ein tschechischer Theologe und Patristiker.

## Leben
Tomáš Špidlík studierte ab 1938 Philosophie an der Universität Brünn. Nach Schließung der Universität durch die Nationalsozialisten trat er 1939 der Ordensgemeinschaft der Gesellschaft Jesu in Benešov bei und legte am 24. September 1942 nach zweijähriger Noviziatszeit seine Ordensgelübde als Scholastiker ab. Seine theologische Ausbildung war geprägt durch die Kriegs- und Nachkriegszeit, erst am 22. August 1949 empfing Špidlík im niederländischen Maastricht die Priesterweihe. 1950 konnte er in Florenz seine jesuitische Ausbildung beenden und legte seine ewigen Gelübde als Ordensprofess ab. Ab 1951 war er für die tschechischsprachige Abteilung von Radio Vatikan tätig und berichtete in osteuropäischen Sprachen. Nach einem Studium am Päpstlichen Orientalischen Institut im Rom wurde er 1955 zum Doktor der Theologie promoviert.
Da ihm von der kommunistischen Regierung der Tschechoslowakei die Rückkehr in sein Heimatland verwehrt wurde, blieb Špidlík in Rom. Als Nachfolger von Irénée Hausherr erhielt er den Lehrstuhl für Patristik und ostkirchliche Spiritualität am Päpstlichen Orientalischen Institut und lehrte an der Päpstlichen Universität Gregoriana. Zudem war er 38 Jahre lang Spiritual des Päpstlichen Kollegs Nepomucenum, des tschechischen Seminars in Rom. 

Wappen von Tomáš Kardinal Špidlík

Anlässlich des letzten Konsistoriums von Papst Johannes Paul II. wurde Špidlík am 21. Oktober 2003 als Kardinaldiakon mit der Titeldiakonie Sant’Agata dei Goti in das Kardinalskollegium aufgenommen. Aufgrund seines hohen Alters zum Zeitpunkt der Kreierung zum Kardinal verzichtete Špidlík darauf, die für Kardinäle obligatorische Bischofsweihe zu empfangen. Beim Konklave 2005, das zur Wahl von Papst Benedikt XVI. führte, war er selbst nicht wahlberechtigt, da er bereits das 80. Lebensjahr vollendet hatte. Jedoch hielt Špidlík für das Kardinalskollegium zum Konklave eine Eröffnungspredigt in der Sixtinischen Kapelle.
Auf eigenen Wunsch wurde er im Wallfahrtsort Velehrad bestattet.

## Wirken
Tomáš Špidlík galt als renommierter Experte für die orthodoxen Kirchen. Er war Autor von mehr als zweihundert wissenschaftlichen Studien und hat einige Dutzend Bücher geschrieben, die sich insbesondere mit den Beziehungen der römisch-katholischen zu den orthodoxen Kirchen beschäftigen. Er ist Mitbegründer des Centro Aletti (Pontificio Istituto Orientale – Centro Studi e Ricerche „Ezio Aletti“) in Rom, einem Zentrum für das Studium der Tradition des christlichen Orients.

## Auszeichnungen und Ehrungen
Das American Biographical Institute ehrte ihn zum „Man of the Year 1990“ und zum „The most admired person of the decade“. Die Gesellschaft für Byzantinische Studien in St. Petersburg ernannte ihn 1993 zum Ehrenmitglied. 1994 wurde er Ehrenbürger der französischen Stadt Troyes.
1995 wurde Špidlík mit der Aufgabe betraut, die traditionellen Fastenexerzitien für Papst Johannes Paul II. und die römische Kurie im Vatikan zu leiten. Er wurde 1998 durch Präsident Václav Havel mit dem Tomáš-Garrigue-Masaryk-Orden ausgezeichnet, einer der höchsten Auszeichnungen der Tschechischen Republik. 
Er erhielt Ehrendoktorwürden der Babeș-Bolyai-Universität Cluj (1997), der Palacký-Universität Olomouc (1997), der Karls-Universität Prag (2003) und der Sacred Heart University (2006).
An der US-amerikanischen Sacred Heart University wurde 2006 das „Kardinal Spidlik Zentrum für ökumenische Verständigung“ gegründet.

## Schriften
- A due polmoni. Dalla memoria spirituale d'Europa, zusammen mit P.Ambros, Pubblicazioni del Centro Aletti 24, Rom 1999.
- Breviario patristico, Turin 1971.
  - Drinking from the Hidden Fountain. A Patristic Breviary. Ancient Wisdom für Today's World, Übers. v. P.Drake, Cistercian Studies Series 148, Kalamazoo 1994.
- Grégoire de Nazianze. Introduction à l'étude de sa doctrine spirituelle, Orientalia Christiana Analecta 189, Rom 1971.
- Ignazio di Loyola e la spiritualità orientale. Guida alla lettura degli Esercizi, Rom 1994.
  - Ignace de Loyola et la spiritualité orientale, Übers. v. F.Vermorel, Brüssel 2006.
- I grandi mistici russi, Rom 31987.
  - Les grands mystiques russes, Übers. v. O.Wallet, Paris 1979.
- Il cammino dello Spirito, Rom 1995.
  - Der Weg des Geistes, EOS St. Ottilien 1997, ISBN 3880963592.
- Il vangelo delle feste. Riflessioni sul vangelo domenicale e festivo, 3 Bde., Rom 2003.
- Joseph de Volokalamsk. Un chapitre de la spiritualité russe, Orientalia Christiana Analecta 146, PIO, Roma 1956 (Doktorarbeit).
- La doctrine spirituelle de Théophane le Reclus. Le Cœur et l'Esprit, Orientalia Christiana Analecta 172, Rom 1965.
  - Il Cuore e lo Spirito. La dottrina spirituale di Teofane il Recluso, Übers. v. M.Viezzoli, Oriente-Occidente 1, Vatikan 2004.
- L'arte di purificare il cuore, Sotto il tiglio 9, Rom 52004.
- La sophiologie de s. Basile, Orientalia Christiana Analecta 162, Rom 1961.
- La spiritualità dei Padri greci e orientali, zusammen mit I.Gargano, Storia della spiritualità 3/A, Rom 1983.
- La spiritualità russa, La spiritualità cristiana 16, Rom 1981.
  - Russische Spiritualität, Vorwort v. E.Jungclaussen, Übers. v. G.J.Maurer, Regensburg 1994, ISBN 3791714104.
- La Spiritualité de l'Orient Chrétien, 2 Bde.(Orientalia Christiana Analecta 206. 230). PIO, Roma 1978.1988.
- L'idée russe. Une autre vision de l'homme, Troyes 1994.
  - Die russische Idee. Eine andere Sicht des Menschen, Übers. v. P. u. R.Čemus, Würzburg 2002, ISBN 3927894346.
- Melania la giovane. La benefattrice (383–440), Donne d'Oriente e d'Occidente 2, Mailand 1996.
- Pregare nel cuore. Iniziazione alla preghiera, Sotto il tiglio 3, Rom 52003.
- Preghiera semplice "del cuore", Casale Monferrato 1989.
- Questions monastiques en Orient, zusammen mit M.Tenace u. R.Čemus, Orientalia Christiana Analecta 259, Rom 1999.
- Teologia pastorale a partire dalla bellezza, zusammen mit M.I.Rupnik u. M.Campatelli, Rom 2005.
- Testi mariani del secondo millennio, Bd. 2: Autori dell'area russa, secoli XI-XX, Rom 2000.